# Tamiami Trail
La Tamiami Trail est une route américaine située en Floride, aux États-Unis et ouverte en 1928. Orientée Est-Ouest, elle tire son nom de ce qu'elle facilite le trajet en Tampa et Miami en traversant les Everglades. Elle longe le Tamiami Canal sur une grande partie de sa longueur et constitue par ailleurs la frontière Nord du parc national des Everglades.